# Zimmer frei!
Zimmer frei! (Vollständiger Titel: Zimmer frei! – Prominente suchen ein Zuhause) war eine von Götz Alsmann und Christine Westermann moderierte wöchentliche Fernsehshow im WDR, die von Juli 1996 bis zum 25. September 2016 in 694 regulären Folgen ausgestrahlt wurde.

## Konzept der Sendung

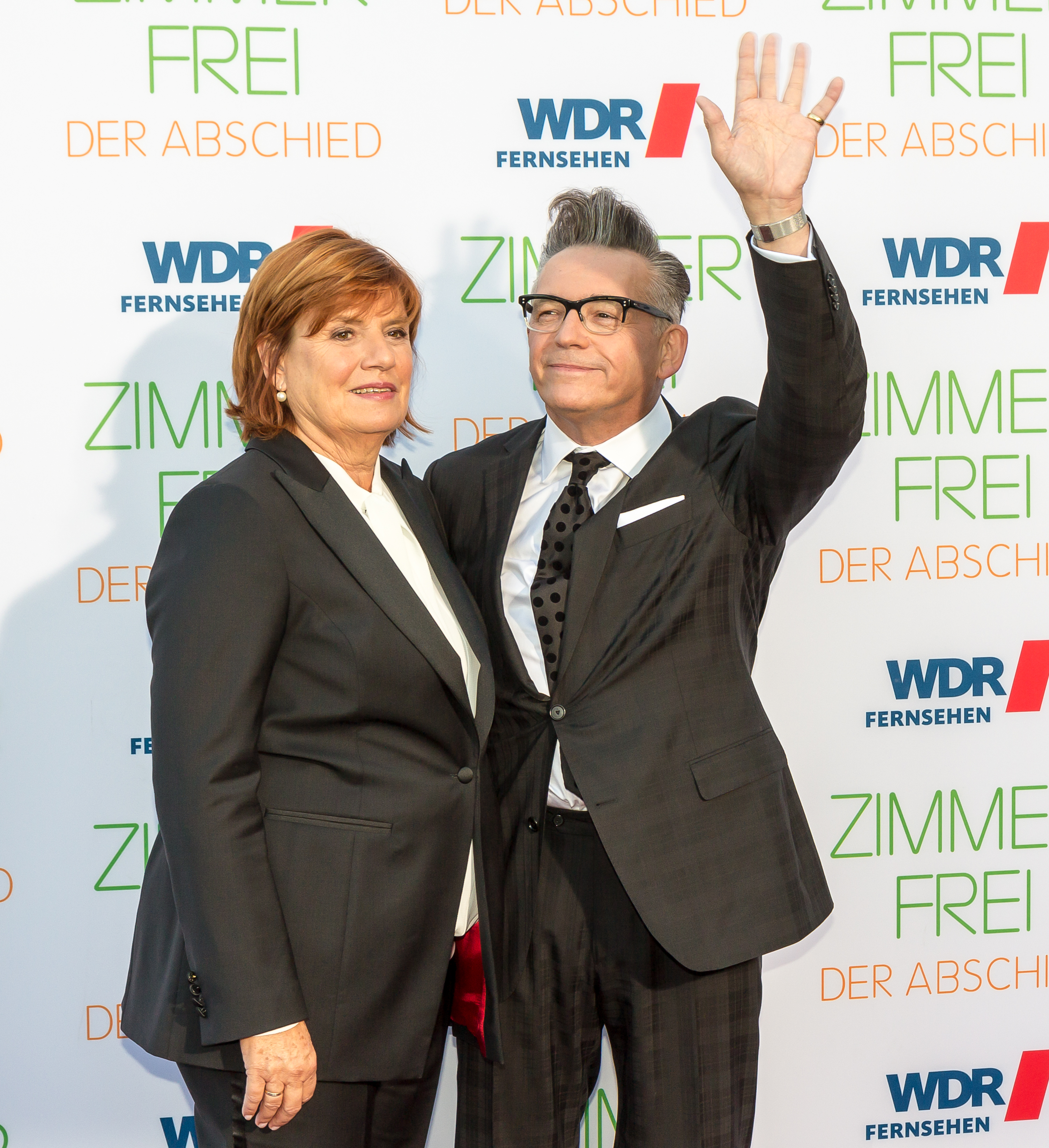
Christine Westermann und Götz Alsmann

Die beiden Moderatoren stellten zwei Bewohner einer fiktiven Wohngemeinschaft (WG) dar, die für ein „freies Zimmer“ einen „Mitbewohner“ suchten. Der prominente Gast der Sendung stellte den Interessenten für das Zimmer dar. Während der Sendung lernten die Moderatoren (und damit auch das Publikum) den Gast durch Gespräche näher kennen und testeten seine „WG-Tauglichkeit“ mit verschiedenen Spielen und Aufgaben.
Der grundsätzliche Ablauf war immer gleich: Nach der Begrüßung setzte sich der Gast mit den Moderatoren zum Essen an den Tisch. Die Mahlzeit wurde nach den Vorlieben des Gastes gestaltet und wurde zuerst vom Kölner Koch Jörg Blöck, später vom Koch Frank Eicks (Bad Münstereifel) kurz vor Beginn der Sendung zubereitet. Während des Essens begannen die Gespräche über das Leben und den Beruf des Gastes. In einem Einspielfilm stellte ein Außenreporter zum Beispiel die Wohnung, die Arbeitsstätte oder das Urlaubsdomizil des Gastes vor und führte ein Interview mit dessen Freunden, Nachbarn oder Kollegen. Zu den wechselnden Außenreportern zählten unter anderem Manes Meckenstock, Katja Mitchell, Thorsten Schorn, Jörg Thadeusz, Lutz van der Horst und Sabine Heinrich.
Außerdem musste der Gast ein Bilderrätsel lösen, das von Schauspielern und Laienschauspielern dargestellt wurde. Der zu erratende Begriff stand immer im Zusammenhang mit dem Prominenten und wurde für die Fernsehzuschauer eingeblendet. Da die Moderatoren bei Bedarf halfen, wurde das Rätsel immer gelöst. Als Belohnung erhielt der Gast ein Buch, einen Schal oder eine CD zur Sendung.
Im weiteren Verlauf der Sendung wurden weitere Spiele eingestreut, bei denen sich der Gast bewähren musste. Bei diesen Partyspielen ging es weniger um den Sieg als um den Nachweis von Humor.

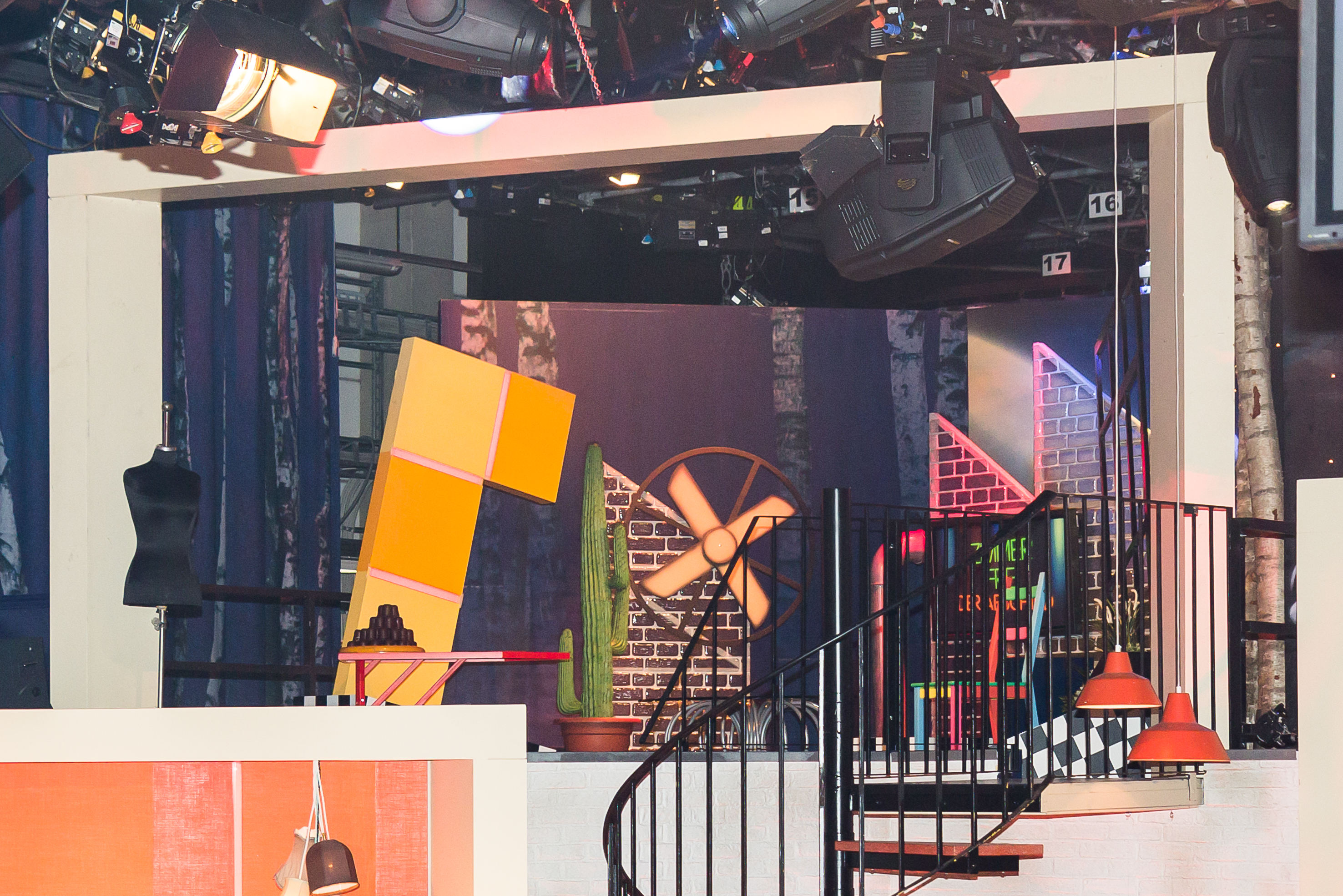
Das „WG-Zimmer“, erreichbar über eine Wendeltreppe

Ernster ging es im „WG-Zimmer“ zu. Dieses lag auf einer Empore, die über eine Wendeltreppe zu erreichen war, und war thematisch in Bezug zum Gast dekoriert. Hier führte Christine Westermann ein Interview über das Privatleben des Gastes.

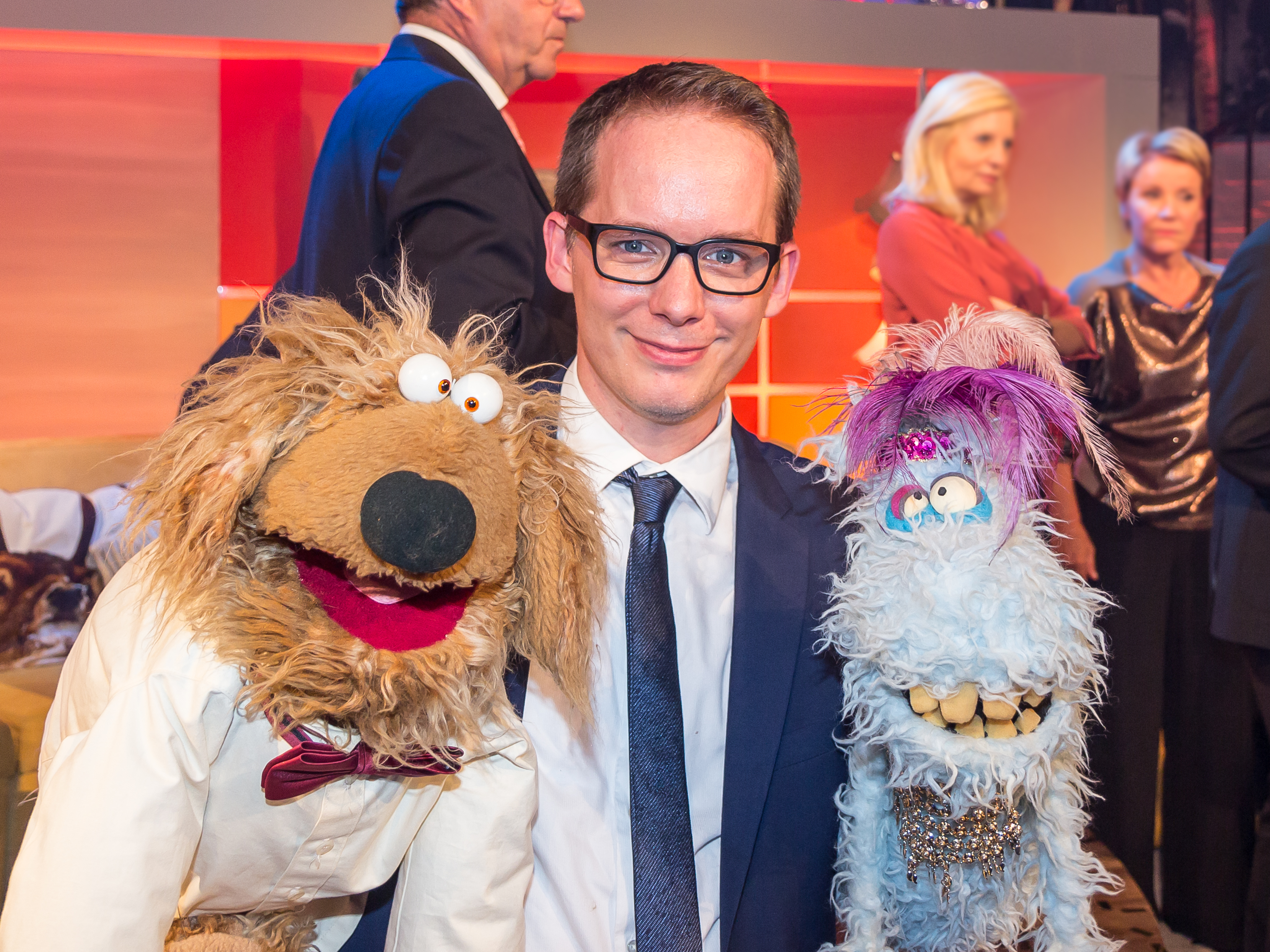
Martin Reinl mit dem Hund „Wiwaldi“ und dem Zirkuspferd „Horst-Pferdinand“

Anschließend wurden die Gespräche auf dem Sofa oder am Tisch fortgesetzt. Dabei wurde der Gast immer mit einer besonderen Figur konfrontiert, mit der er interagieren musste. Ab 2002 trat in dieser Funktion regelmäßig der von Puppenspieler Martin Reinl verkörperte Hund „Wiwaldi“ auf und trieb seine Späße mit dem Prominenten. In den Anfangsjahren war Gerburg Jahnke als Nachbarin „Nora Nölle“ zu sehen, die die WG besuchte und mit dem Gast plauderte. Es folgte von 1998 bis 2008 Cordula Stratmann als „Annemie Hülchrath“, die ebenfalls eine Nachbarin spielte, die in bunter Kittelschürze den Gast mit skurrilen oder absurden Begebenheiten ihres Umfeldes konfrontierte und so aus der Reserve lockte. In älteren Sendungen trat außerdem der Comedian Johann König auf, der den Gast in – nicht immer ernste und teilweise skurrile – Gespräche verwickelte.
Außerdem musste der Gast sich bei der Hausmusik bewähren. Mit Götz Alsmanns Begleitung sang oder musizierte er ein Lied seiner Wahl. Nach der „ultimativen Lobhudelei“, bei der ein enger Vertrauter des Gastes in einem kurzen Einspielfilm dessen Vorzüge pries, endete die Sendung mit der Abstimmung des Publikums. Die 140 Zuschauer im Studio votierten mit grünen und roten Karten für oder gegen die Aufnahme des Gastes in die fiktive Wohngemeinschaft. Die meisten Gäste erhielten höchstens zehn rote Karten.
Ganz ohne Gegenstimme wurden Fritz Pleitgen, Claus Kleber, Anja Kling, Christine Urspruch, Armin Maiwald, Jürgen von der Lippe, Volker Brandt (2006), Rocko Schamoni, Christina Stürmer, Mariele Millowitsch (2007) sowie Horst Lichter, Thomas Quasthoff, Steffi Jones, Adel Tawil, Rudolf Kowalski, Gerburg Jahnke, Lea Linster, Marc Bator, Joachim Fuchsberger, Anna Maria Mühe, Karoline Herfurth, Anna Loos, Stefanie Kloß, Clueso und Matthias Schweighöfer (2009), Diana Damrau, Oliver Mommsen, Jürgen Marcus, Katrin Sass, Axel Prahl, Dunja Hayali, Tobias Mann, Paul van Dyk und Alexandra Maria Lara, Erdoğan Atalay (2010), Claus Theo Gärtner, Reiner Calmund, Stefanie Stappenbeck (2011), Matthias Opdenhövel, Bernhard Hoëcker, Jörg Hartmann (2013), Nelson Müller (2014) und Thomas Gottschalk (2016) gewählt.
Mehrheitlich rote Karten erhielten Frédéric von Anhalt, Rolf Zacher, Cherno Jobatey, Mathieu Carrière, HA Schult und Martin Sonneborn.
Ab 2011, dem 15-jährigen Bestehen der Sendung, wurden zahlreiche Gäste ein zweites Mal eingeladen (siehe unten). In dem Fall durften die Gäste ein eigenes Bilderrätsel mitbringen, das Christine Westermann und Götz Alsmann lösen mussten. Teilweise wurde nicht mehr mit roten und grünen Karten über den Einzug abgestimmt; die Zuschauer „ehrten“ stattdessen den Gast am Ende mit goldenen Karten.

## Geschichte
Zimmer frei! startete im Sommer 1996 als Lückenfüller für die Sommerpause. Der WDR probierte verschiedene neue Sendekonzepte aus, von denen nur diese Sendung überlebte. Zunächst waren 18 Ausgaben in sechs Wochen vorgesehen, kein langfristiges Format. Götz Alsmann nannte die Sendung seinerzeit „einen Bildschirmschoner“. Das Konzept wurde von einem Team aus Autoren und Redakteuren aus unterschiedlichen Bereichen des WDR entwickelt. Grundlage war die Idee von Heiner Heller, einem 1Live-Redakteur, eine Talkshow im Umfeld einer Wohngemeinschaft anzusiedeln.
Im Laufe der Zeit gab es diverse Veränderungen im Ablauf der Sendung. Das gemeinsame Essen wurde erst später eingeführt und die Anzahl der Spiele war geringer. Das Bilderrätsel musste der Gast nicht unbedingt lösen. Er musste sich jedoch in Praxistests beim Kochen und Putzen bewähren. Jeder Sendung war eine reale „Live-Wohngemeinschaft“ zugeschaltet, die meistens aus Studenten bestand und sich jederzeit in die laufende Sendung einmischen konnte, um Fragen zu stellen oder Urteile über den Gast kundzutun. Luigi Colani und Rudolph Moshammer agierten als Stilberater und kommentierten per Video die Outfits der Gäste oder gaben Einrichtungstipps. Die Abstimmung des Publikums erfolgte per Handzeichen.
Von Beginn an prägend für Zimmer frei! war das kreative Kostümbild. Für den Großteil der über 14.000 Kostüme war Hubertine Roderburg als Kostümbildnerin verantwortlich.
Eine Zeitlang traten mehrere prominente Persönlichkeiten als „Nachbarn“ auf. Neben Johann König gehörten dazu Cordula Stratmann (als „Annemie Hülchrath“) sowie die Missfits, Käthe Lachmann, Hennes Bender, Knacki Deuser, Ingo Appelt, Martin Bruß, Christoph Brüske, Arthur Senkrecht und Gerburg Jahnke. Vor 2004 spielte Martin Reinl „Die anspruchsvollen Rollen“ (bestehend aus einer sprechenden Klo- und Küchenrolle sowie Rollmops und Nackenrolle), die ursprünglich ein Bilderrätsel waren. Zudem klingelte regelmäßig Jürgen Drews und bat um Einlass. Er wurde aber von Götz Alsmann immer mit diversen Begründungen abgewiesen. Das gleiche Schicksal ereilte Harry Wijnvoord und Gotthilf Fischer.
Letzterer galt in den ersten Sendungen als eigentlicher Bewohner des freien Zimmers. Weil er sich angeblich auf einer Weltreise befand, schickte er per Video Urlaubsgrüße, später sogar aus dem Weltall. In der 18. Sendung, die nach den ursprünglichen Plänen die letzte sein sollte, wurde Fischer mit dem Spiel Reise nach Jerusalem als Gewinner des freien Zimmers ermittelt.
Im Jahr 2012 bekam die Sendung ein Refreshment in Form eines neuen Studios. Bekannte Elemente wie die Küche wurden entweder entfernt oder adaptiert in das neue Set eingebaut. Das neue Studio wirkte nun eleganter und bot vor allem mehr Platz für die Studioaktionen.

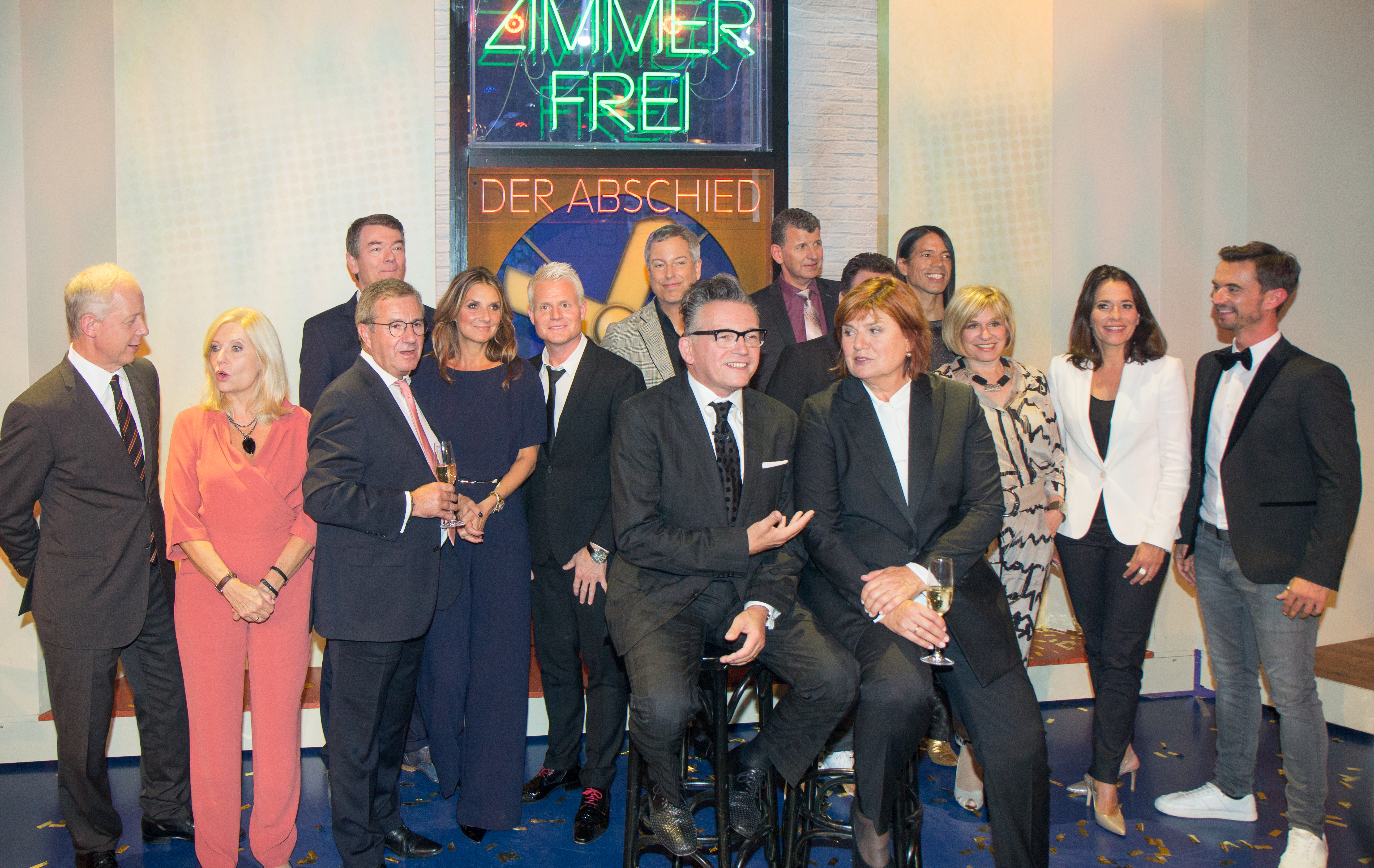
Gruppenbild mit einem Teil der Gäste der Abschiedssendung

Im Januar 2015 gab Götz Alsmann in einem Interview mit der Süddeutschen Zeitung bekannt, dass das Format im Jahre 2016 beendet werde. Eine zweistündige Abschiedsparty von Zimmer frei! mit vielen Gästen aus früheren Sendungen wurde am 25. September 2016 ausgestrahlt.

## Zurückgehaltene Sendungen
Mehrere Sendungen wurden mit großer Verspätung beziehungsweise gar nicht ausgestrahlt.
Die Ausgabe mit Cherno Jobatey vom 7. Februar 1999 sendete der WDR erst am 23. November 2003, vier Jahre nach der Aufzeichnung. Alsmann und Westermann ärgerten den Gast mit diversen Anspielungen auf seine frühere Legasthenie (durch Buchstabensuppe, ABC-Pflaster, Scrabble) und provokanten Fragen („Kannst Du eigentlich überhaupt was?“) so sehr, dass dieser vorübergehend das Studio verließ und sich anschließend nur widerwillig beteiligte. Zwischen der Aufzeichnung und der Ausstrahlung sprachen die Moderatoren in Anlehnung an die Katastrophe von Tschernobyl mehrmals von ihrem „Chernobyl“. Anlässlich eines Rückblicks in der Ausgabe vom 4. März 2012 ließen Alsmann und Westermann erstmals eine Entschuldigung hierfür anklingen, man habe sich „nicht mit Ruhm bekleckert“.
Die im Januar 2003 aufgezeichnete Sendung mit Jim Rakete wurde nie ausgestrahlt. Der Zimmer-frei-Redakteur Hans-Georg Kellner begründete dies damit, dass Rakete die Bereitschaft gefehlt habe, „sich auf die Besonderheiten von ,Zimmer frei’ einzustellen“. Der WDR gab keine Begründung.
Eine für den 4. Oktober 2009 angekündigte Sendung mit Martin Sonneborn sollte zunächst nicht ausgestrahlt werden, fand jedoch nach gesteigertem Medieninteresse und gehäuften Zuschaueranfragen kurzfristig den Weg auf einen außerplanmäßigen Sendeplatz im Nachtprogramm. Als Grund für die Nicht-Ausstrahlung wurde von einer Sprecherin des WDR genannt, dass die Sendung den inhaltlichen Maßstäben nicht genügt habe.
Sonneborn habe während der Sendung durchgängig in seiner Funktion als Vorsitzender der Satire-Partei Die Partei agiert und sich den in der Sendung üblichen Fragen zu seiner privaten Persönlichkeit verschlossen. Des Weiteren habe es bereits vor der Sendung Spannungen zwischen ihm und Christine Westermann gegeben, die sich im Verlauf der Aufzeichnung weiter verstärkt hätten.
Laut eigener Aussage warb er in der zurückgezogenen TV-Sendung auch indirekt für die Abmeldung bei der GEZ.
Aus ähnlichen Gründen war eine im Jahr 1998 aufgezeichnete Sendung mit Christoph Schlingensief nicht regulär ausgestrahlt worden. Wie Sonneborn hatte Schlingensief für seine damalige Satire-Partei Chance 2000 geworben. Diese Folge wurde schließlich im Oktober 1999 gemeinsam mit bisher zurückgehaltenen Sendungen mit Dirk Bach, Max Schautzer, Heinz Schenk und den Wildecker Herzbuben im Rahmen eines Specials "Zimmer Nacht! – exklusiv" erst- und einmalig ausgestrahlt.

## Gästeliste
Ab März 2011 wurden folgende Gäste ein zweites Mal in die Sendung eingeladen:
Alfons Schuhbeck, Barbara Schöneberger, Frank Elstner, Sasha, Michael Schanze, Karl Moik, Anne Will, Jens Riewa, Sabine Postel, Ralf Schmitz, Hape Kerkeling, Annette Frier, Simone Thomalla, Ina Müller, Bernd Stelter, Horst Lichter, Jürgen von der Lippe, Claudia Roth, Maite Kelly, Peter Kraus, Andrea Kiewel, Sandra Maischberger, Dieter Pfaff, Johann Lafer, Mirja Boes, Kai Pflaume, Hugo Egon Balder, Léa Linster, Nina Hagen, Olli Dittrich, Roland Kaiser, Oliver Welke, Wolfgang Niedecken, Bettina Tietjen, Miroslav Nemec, Til Schweiger, Guido Cantz, Bettina Böttinger, Wigald Boning, Andy Borg, Tim Mälzer, Thomas Hermanns, Wencke Myhre, Ludger Stratmann, Armin Rohde, Michael Kessler, Ulrike Folkerts, Matthias Opdenhövel, Semino Rossi, Kim Fisher, Max Moor, Bernhard Hoëcker, Natalia Wörner, Mariele Millowitsch, Ann-Kathrin Kramer, Harald Krassnitzer, Birgit Schrowange, Sven Plöger, Reinhold Beckmann, Caroline Peters, Wilfried Schmickler, Wotan Wilke Möhring, Oliver Mommsen, Christine Neubauer, Mary Roos, Uwe Ochsenknecht, Ranga Yogeshwar, ChrisTine Urspruch, Denis Scheck, Gerburg Jahnke, Konrad Beikircher, Sarah Connor, Armin Maiwald, Meret Becker, Katrin Bauerfeind, Markus Lanz, Richy Müller und Axel Prahl.

## Produktion und Ausstrahlung
Die 60-minütige Sendung wurde am Sonntagabend um 22:15 Uhr im WDR Fernsehen ausgestrahlt. Wiederholungen laufen auf einigen Dritten Programmen der ARD sowie beim digitalen Zusatzprogramm One.
Etwa alle vier Wochen wurde eine Sendung live ausgestrahlt. In derselben Woche wurden vier bis fünf Shows hintereinander produziert, die im Live-on-tape-Verfahren gesendet wurden. Die Sendung wurde abwechselnd auf dem WDR-Gelände in Köln-Bocklemünd und im WDR-Sendezentrum in der Kölner Innenstadt (Appellhofplatz/Wallrafplatz) produziert.
Weil die Sendung so erfolgreich war, verschob der WDR sie vorübergehend auf die Hauptsendezeit um 20:15 Uhr. Als die Marktanteile jedoch auf unter ein Prozent sanken, musste der Sender die Entscheidung revidieren. Zimmer frei! lief auch testweise im Ersten. Dort wurde eine 90-minütige Jubiläumsfolge mit dem Gast Udo Jürgens ausgestrahlt.

## Auszeichnungen
- Adolf-Grimme-Preis 2000
- Deutscher Comedypreis 2016 (Sonderpreis)